# روبن آبراهامیان
روبن تادئوسی آبراهامیان (ارمنی: Ռուբեն Թադեոսի Աբրահամյան; انگلیسی: Rouben Abrahamian) ایران‌شناس، زبان‌شناس و مترجم اهل ارمنستان بود. آبراهامیان در سال ۱۹۳۵ (۱۳۱۴)، کرسی زبان‌های باستانی ایران و زبان پهلوی را در دانشگاه تهران پایه‌گذاری نمود.

## زندگی‌نامه
او در ۳ فوریه ۱۸۸۱ (۱۲۶۰ خورشیدی) در روستای گنیشیک، استان وایوتس‌جور متولد شد. او در سال ۱۹۰۷ در رشته زبان‌شناسی تطبیقی و سانسکریت از دانشکده فلسفه و تاریخ کیف، در سال ۱۹۰۹ از دانشگاه لایپزیگ و در سال ۱۹۱۱ از دانشکده زبان‌های شرقی دانشگاه دولتی سن پترزبورگ فارغ‌التحصیل شد. آبراهامیان در ۱۹۲۵ میلادی با نوشتن پایان‌نامه‌ای با نام گویش‌های فارسی یهودیان اصفهان و همدان در رشته زبان‌شناسی دانشنامه دکتری گرفت. او در بین سال‌های ۱۹۱۲ تا ۱۹۲۰ میلادی در تفلیس و از ۱۹۲۱ تا ۱۹۴۶ (۱۳۱۰-۱۳۲۵) در ایران به تدریس پرداخت. آبراهامیان در سال ۱۹۳۵ (۱۳۱۴)، کرسی زبان‌های باستانی ایران و زبان پهلوی را در دانشگاه تهران پایه‌گذاری نمود. در ۱۹۴۶ به ارمنستان بازگشت. وی سال‌ها استاد دانشکده خاورشناسی دانشگاه دولتی ایروان و کارمند علمی پژوهشگاه زبان ارمنستان شوروی بود. وی در ۲۶ اکتبر ۱۹۵۱ (۱۳۳۰) در سن ۷۰ سالگی در ایروان درگذشت.

## آثار
کارهایی در ایران‌شناسی، تاریخ، زبان‌شناسی ایرانی و تدوین فرهنگ کرد. کارهایش در مجلات ایران، ارمنستان و اروپا چاپ می‌شد. پاره ای متون پهلوی و نیز برخی اشعار باباطاهر و فردوسی را به ارمنی برگردانید. دوره بندی زبان فارسی از موضوع‌های مهم تحقیقات آبراهامیان است.
- فردوسی و شاهنامه او به ارمنی (۱۹۳۴)
- کتاب آموزش زبان پهلوی به فارسی (تهران، ۱۹۳۷)
- ترجمه رباعیات باباطاهر عریان همدانی به ارمنی (۱۹۳۰)
- اشعار سایات‌نووا به ارمنی (۱۹۴۳)
- دین قدیم ارمنیان (۱۹۴۶)
- ترجمه ارداویراف‌نامک از پهلوی به ارمنی و تفسیر آن (۱۹۵۸)
- فرهنگ پهلوی- فارسی- فارسی - ارمنی- روسی- انگلیسی (ایروان، ۱۹۶۵)
- گویش‌شناسی ایرانی: گویش‌های کلیمیان همدان و اصفهان و گویش بابا طاهر به فرانسوی (۱۹۳۶)
- یوشت فرپا
- راهنمای زبان پهلوی
- پایکولی یا میراث سر هانری راولینسن